# Scardinius scardafa
 Scardinius scardafa és una espècie de peix cipriniforme de la família dels ciprínids que es troba a Itàlia, Dalmàcia, Albània, Sèrbia i Montenegro.